# Coenosia femoralis
Coenosia femoralis är en tvåvingeart som först beskrevs av André Jean Baptiste Robineau-Desvoidy 1830.
Coenosia femoralis ingår i släktet Coenosia och familjen husflugor. Arten är reproducerande i Sverige. Inga underarter finns listade i Catalogue of Life.